# Lipopolysackarider

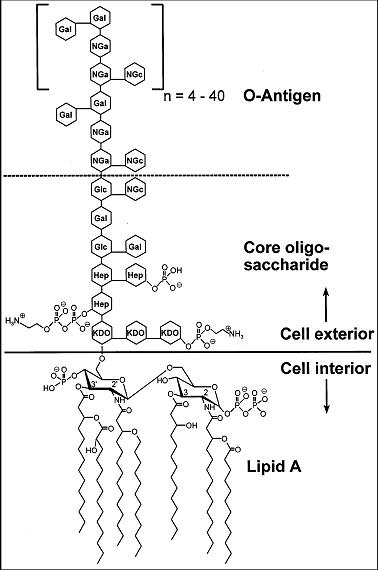
Lipopolysackarider

Lipopolysackarider (LPS) är molekyler som består av fettsyror (lipider), och sammansatta kolhydrater (polysackarider). De förekommer på gramnegativa bakteriers yta. Immunförsvaret känner igen bakterier med hjälp av LPS, och fri LPS framkallar därför en kraftig immunreaktion. När bakterier dör frigörs stora mängder LPS, och immunreaktionen på detta kan framkalla värre sjukdomssymptom än sjukdomen i sig. Av den anledningen så klassar man traditionellt LPS som toxiner, trots att bakterierna inte producerar LPS i syfte att förgifta sitt värddjur, utan för att bygga upp sin cellvägg.
LPS består av en lipid (lipid A) och en polysackaridkedja, där den yttre delen kallas O-antigen. Den kallas O-antigen, därför att denna del ger upphov till antikroppar (antibody generating). Den här delen är variabel och ger alltså upphov till antikroppar med olika specificitet. 
Man kan ta fram antikroppar mot dessa olika varianter av O-antigenet och sedan testa bakterier som man hittat i en sjuk patient (djur eller människa) genom att sätta till serum med kända typer av antikroppar till sin bakterie, för att på så sätt kunna dela in den i olika typer. Man kallar dessa för serotyper, eftersom man använt en serologisk metod (det vill säga satt till serum med antikroppar). Används bland annat för att typa Salmonella spp.